# Alnilam
Alnilam (Epsilon Orionis / ε Ori / ε Orionis) este o stea supergigantă din constelația Orion. Este denumită, în mod tradițional, Alnilam ceea ce în limba arabă semnifică „șirag de perle”. Este steaua de la mijlocul asterismului Centura lui Orion, cunoscută și sub numele Cei trei regi. Celelate stele din asterism sunt Mintaka (Delta Orionis) și Alnitak (Zeta Orionis). Steaua Alnilam se află la 1.300 ani-lumină de Sistemul nostru Solar.
Ea se află în lista celor mai strălucitoare stele pe locul al 30-lea, iar în Constelația Orion pe locul al patrulea, între cele mai strălucitoare stele, după Rigel, Betelgeuse și Bellatrix. Fiind o stea supergigantă de culoare albastră-albă, ea este una din stelele cele mai luminoase cunoscute. Are o magnitudine aparentă de 1,69
Alnilam este una din cele 57 de stele utilizate în navigația astronomică. Pentru observatorii care se află în apropiere de Ecuator, ea se situează cel mai sus, pe cer, la 15 decembrie, spre miezul nopții.
Această stea va trece la stadiul de supergigantă roșie și să explodeze în supernovă. Ea este înconjurată de  un nor molecular, NGC 1990, pe care îl iluminează pentru a forma o nebuloasă de reflexie. Vânturile sale stelare pot atinge 2.000 km/s, ceea ce îi provoacă pierderi de masă de 20 de milioane de ori mai mult decât suferă Soarele, prin vântul său solar.
Denumirea sa Flamsteed este 46 Orionis.